# جبل إيساك
جبل إيساك (بالأمازيغية: أذرار إيساك Adhrar Issek) هو قمة جبلية في سلسلة جبال البابور ضمن الأطلس التلي في الجزائر، ويقع في بلدية تيزي أنبربار بدائرة أوقاس.

## الوصف
جبل إيساك هو ثالث أعلى قمة جبلية في ولاية بجاية، بارتفاع قدره 1,742 م (5,715 قدم)، مباشرة بعد جبل بابور (2,004 م (6,575 قدم)) ثم تاكينتوشت (1,874 م (6,148 قدم))، ويُطل على شرق خليج بجاية وعلى حوض الصومام، ويقابل جبال البابور وجبال جرجرة.
ويقابله "تاكينتوشت" في جنوب حوض الصومام، وجبل يما قورايا في غرب خليج بجاية أين تم إنشاء مدينة بجاية.
ويمكن الوصول إلى قمة هذا الجبل عبر طريق وطني واحد هو الطريق الوطني رقم 75.
ويطل هذا الجبل على بلدية أوقاس وبلدية تيشي من بين بلديات ساحلية أخرى.

## جيولوجيا

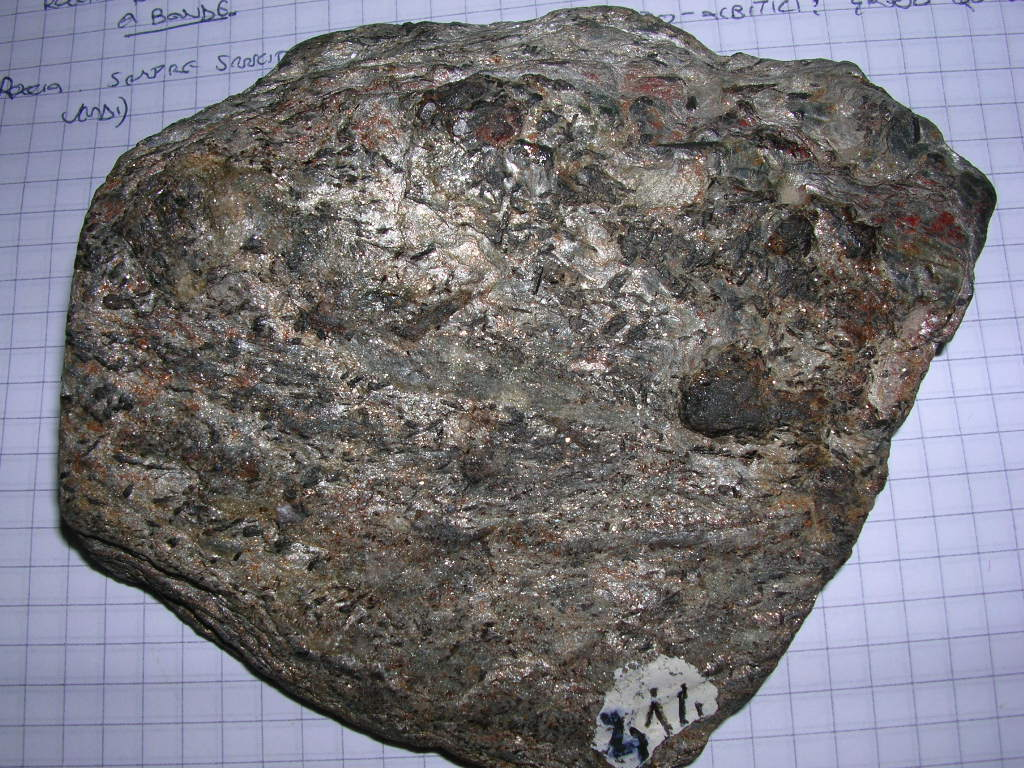
ميكاشيست

يعود نشوء جبل إيساك إلى العصر الرباعي من حقبة الحياة الحديثة في مقياس الزمن الجيولوجي.
وتتميز الأرضية المحيطة به باحتوائها رخاما رماديا ترتبط مواضعه بواسطة مسارات من السيدريت المحمر وخام الحديد.
كما يتميز تكوين هذه الأرضية باحتوائه كمية من الشيست البلوري، والميكاشيست [الفرنسية].

## المحاجر

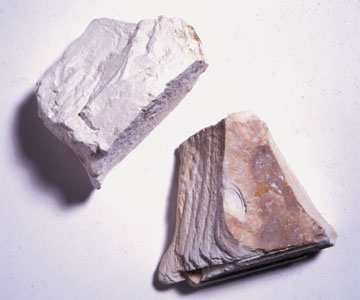
الصلصال

تتوزع حول سفح جبل إيساك العديد من المحاجر المتخصصة في استخراج:
- الصخور.
- الرخام.[9]
- الرمل.
- الحصى.
- الصلصال لصناعة الخزف.
- الخامات غير المعدنية.[10]

وتقع هذه المحاجر في مواقع «جيدي علي 1» و«جيدي علي 2» و«إيساك».

## الوديان

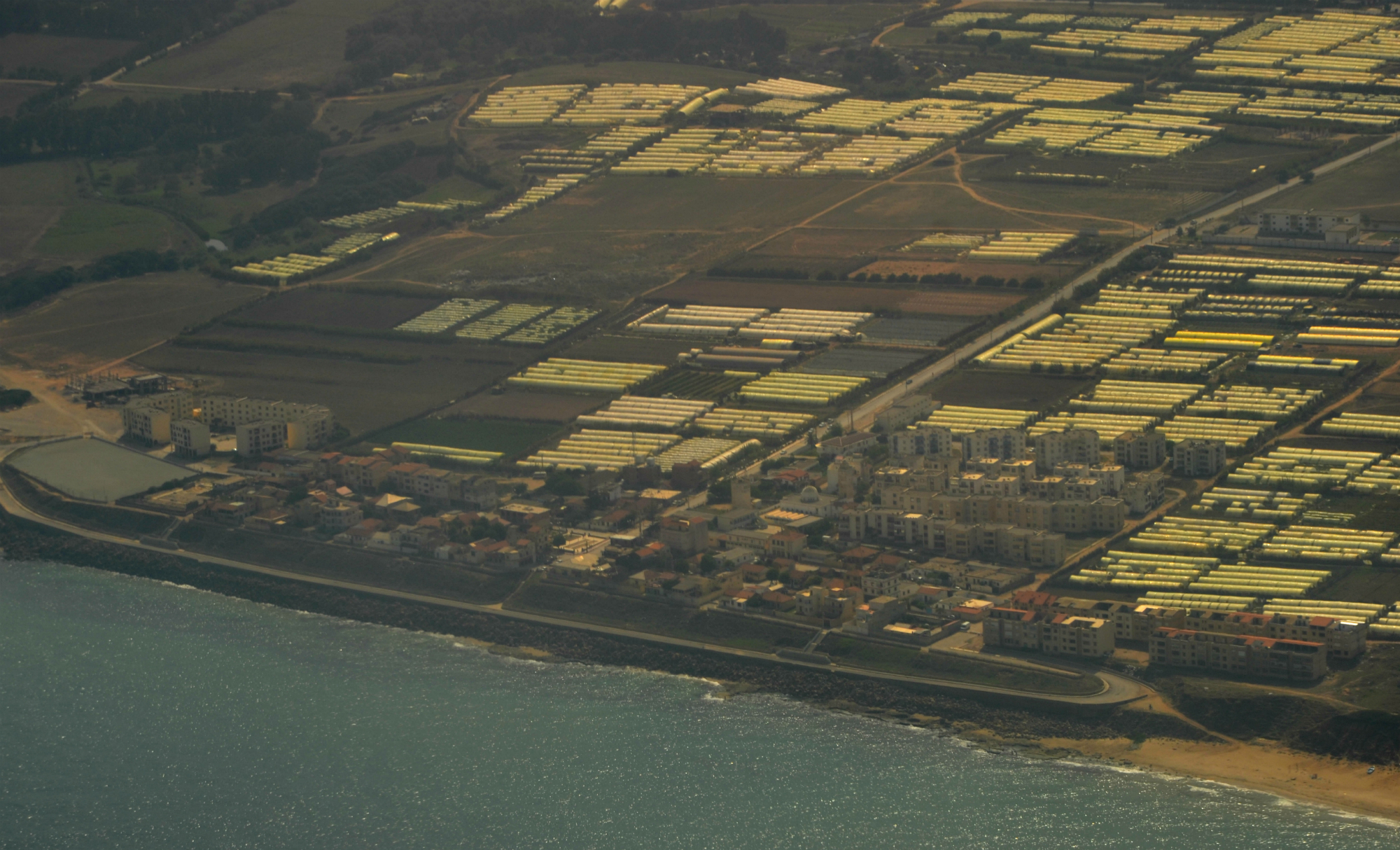
مصب وادي بودواو

تنبع في «جبل إيساك» وتسري حوله العديد من الوديان منها:
- وادي أقريون
- وادي بوسلام
- وادي أماسين

## السدود والبحيرات

سد قدارة

- سد إيغيل أمدة
- سد إغزر أوفتيس
- سد شعبة الآخرة

## التنوع البيئي

### الأشجار
تحيط أنواع عديدة من الأشجار بجبل إيساك ضمن أحراج غابة إيساك.

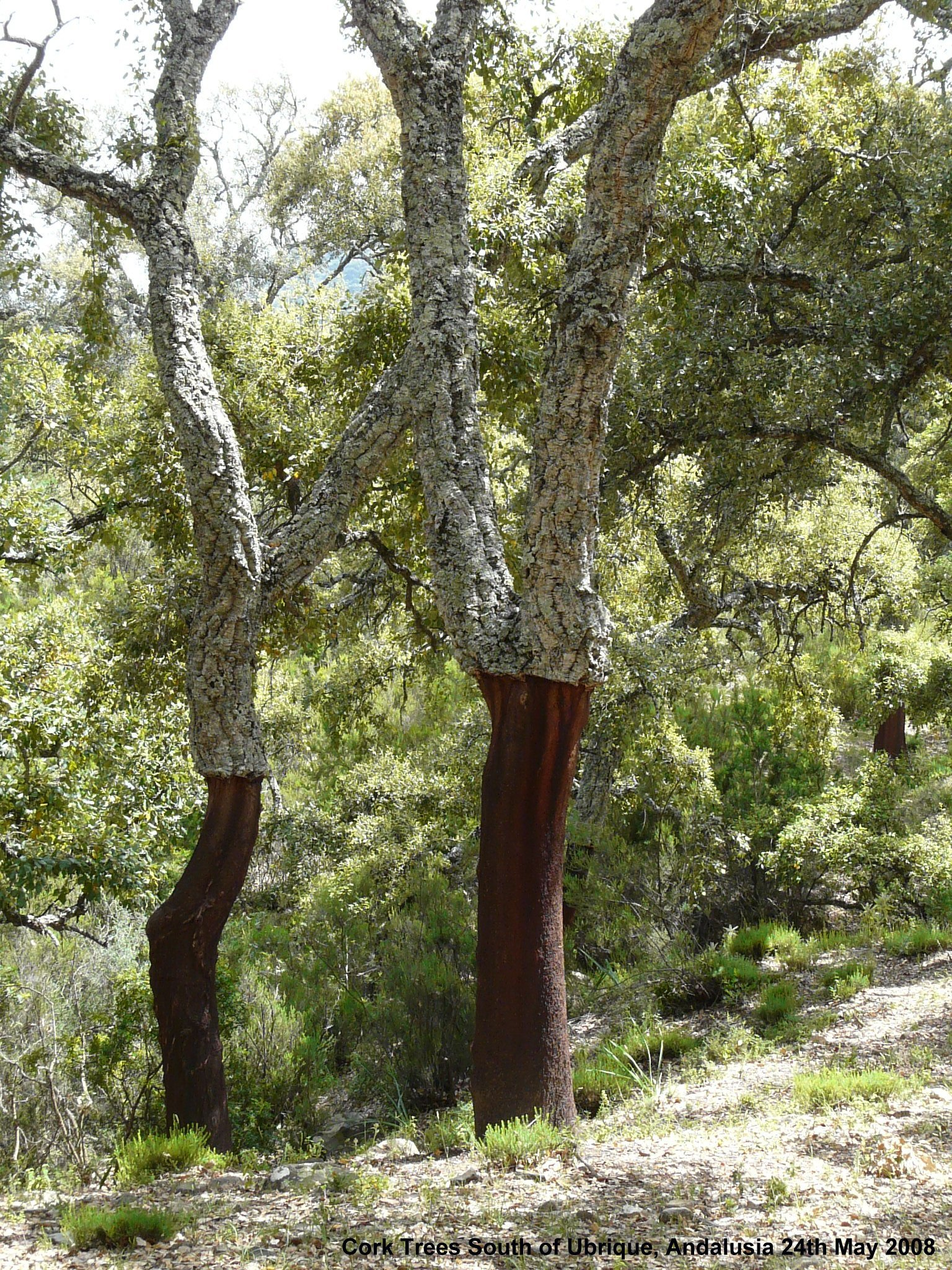
بلوط الفلين
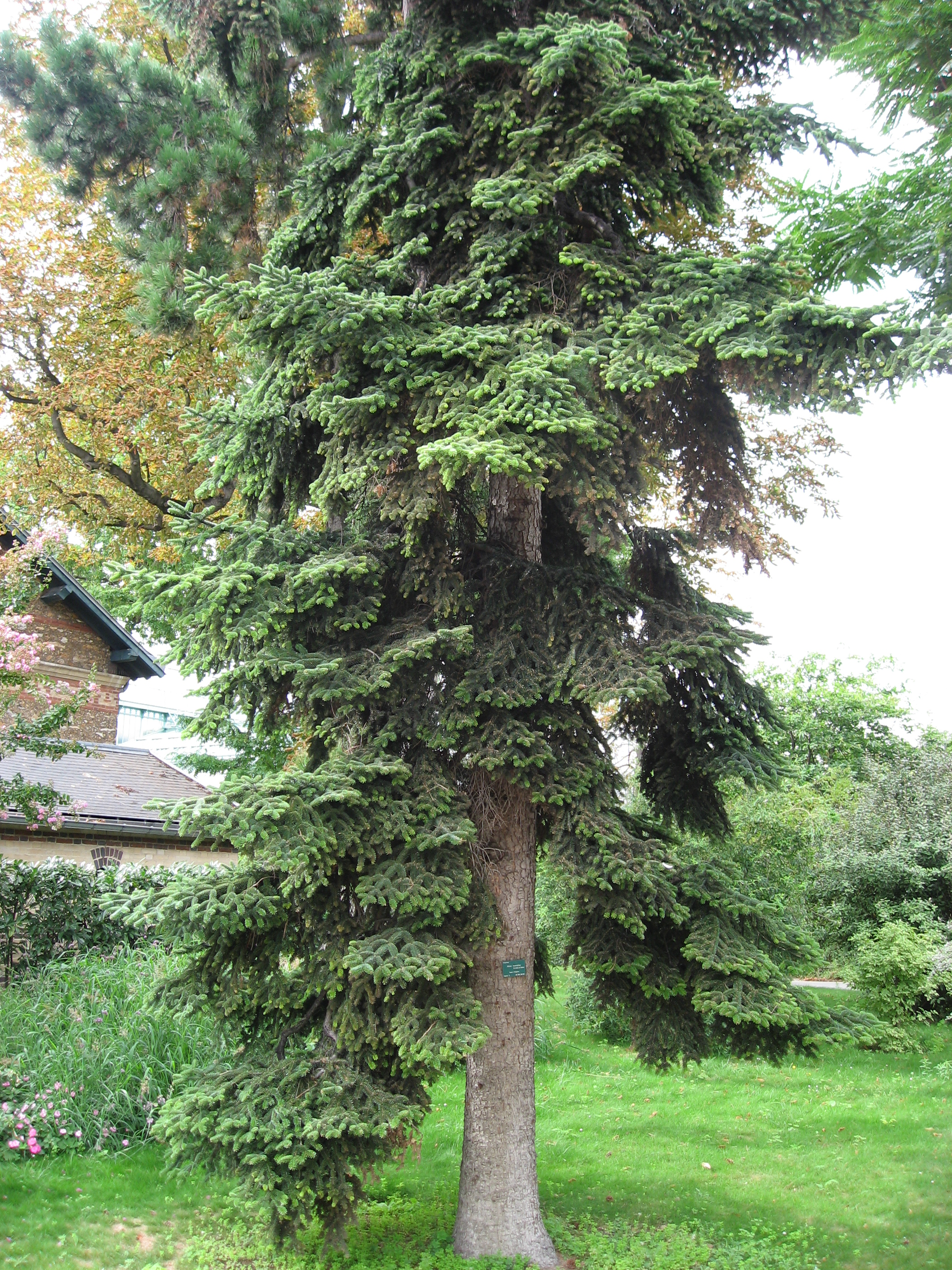
شوح نوميدي
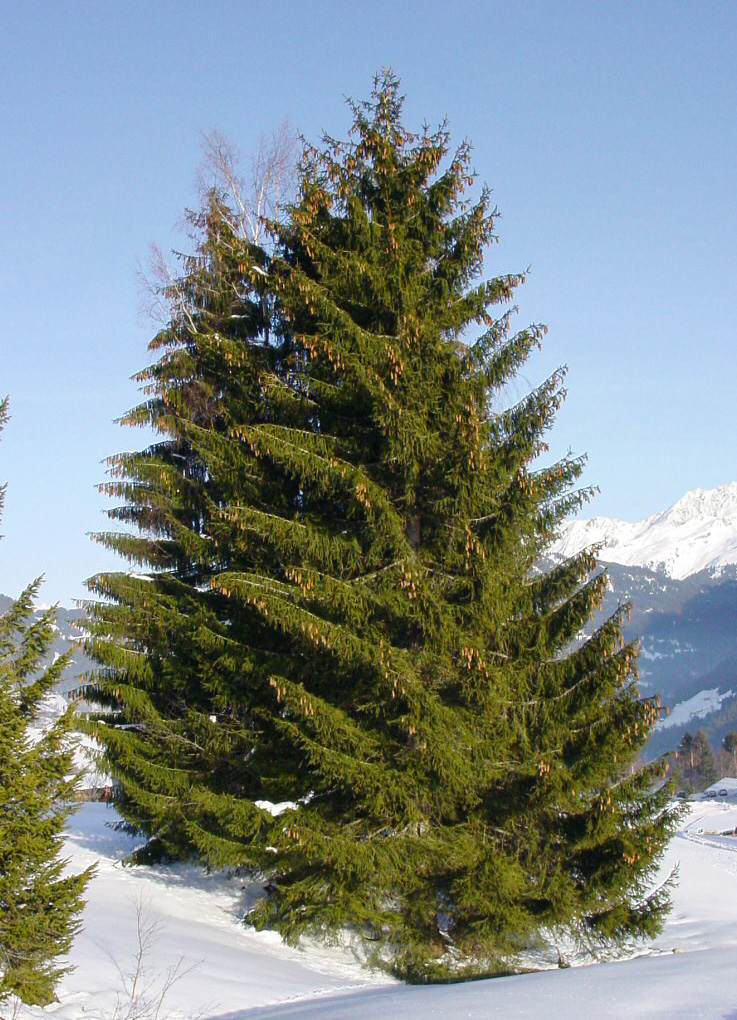
التنوب النوميدي
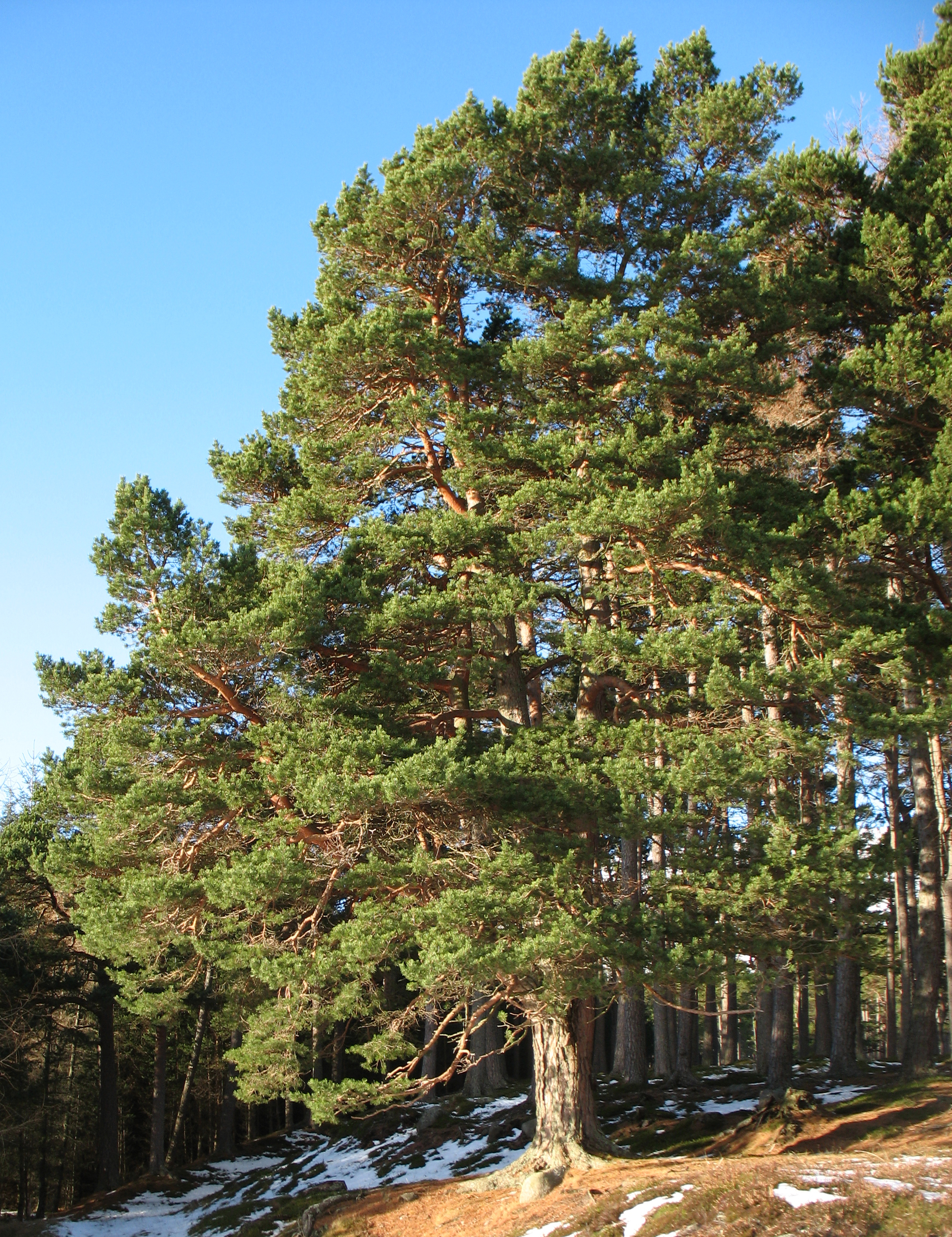
صنوبر بري
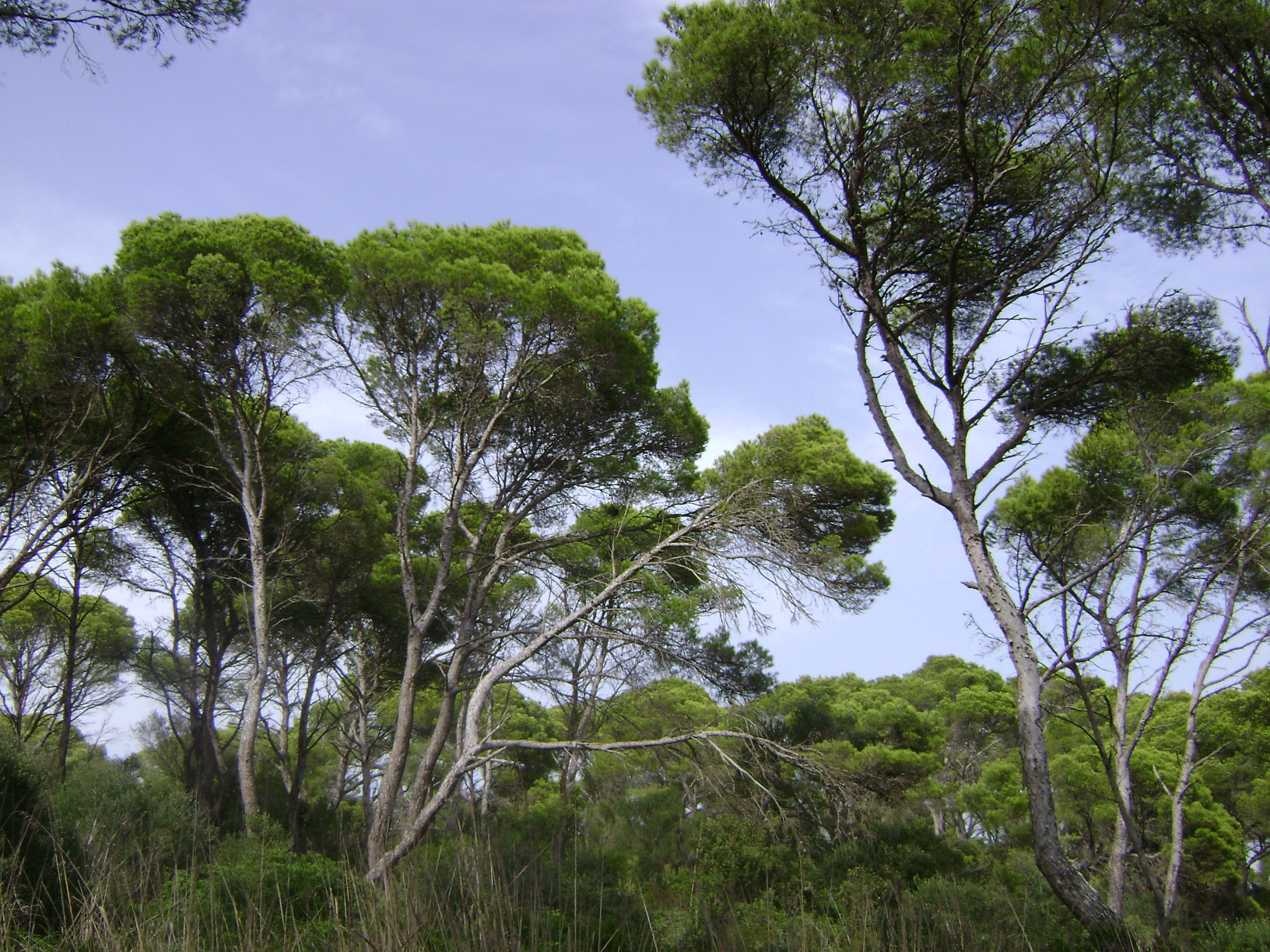
صنوبر حلبي
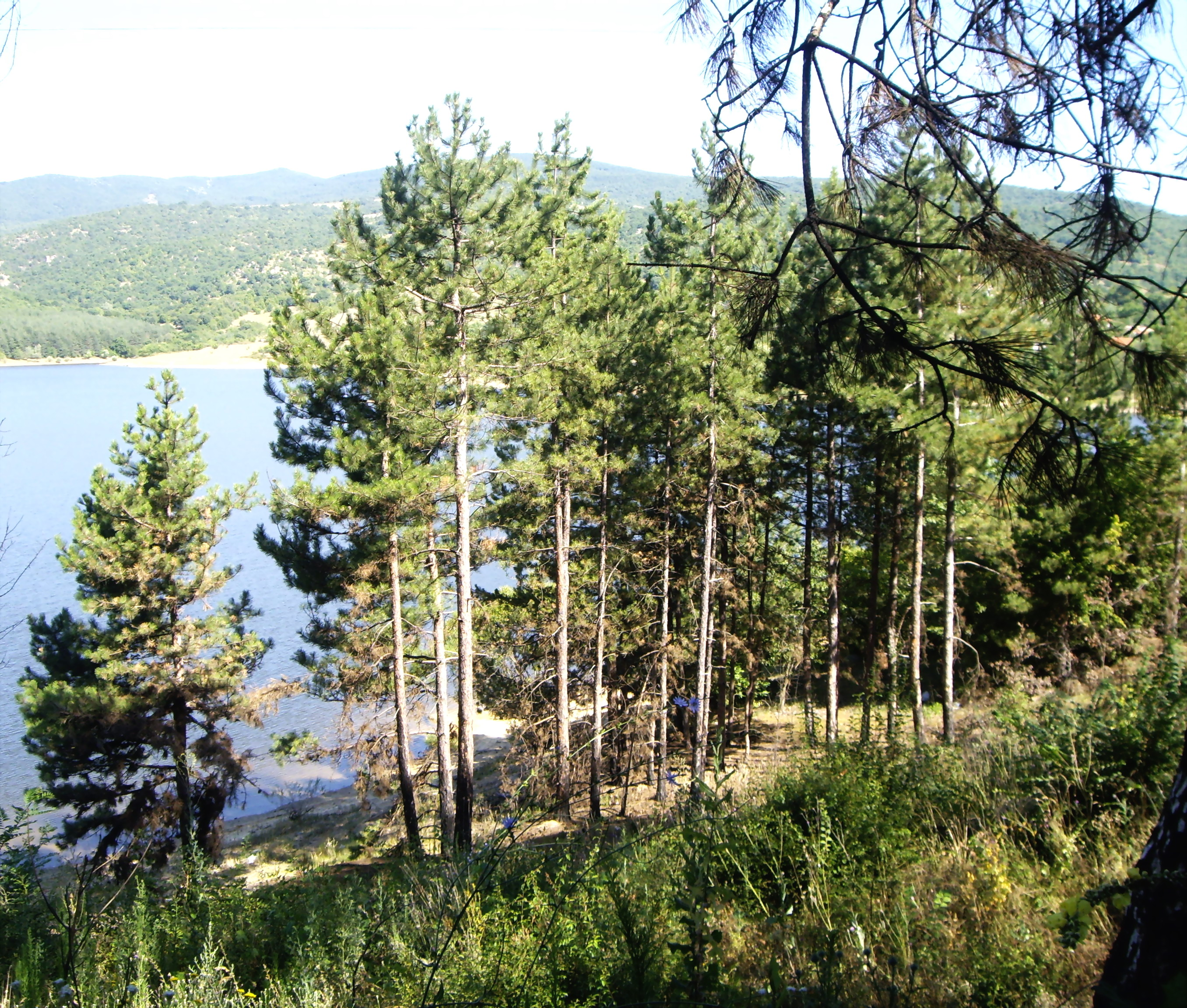
صنوبر أسود
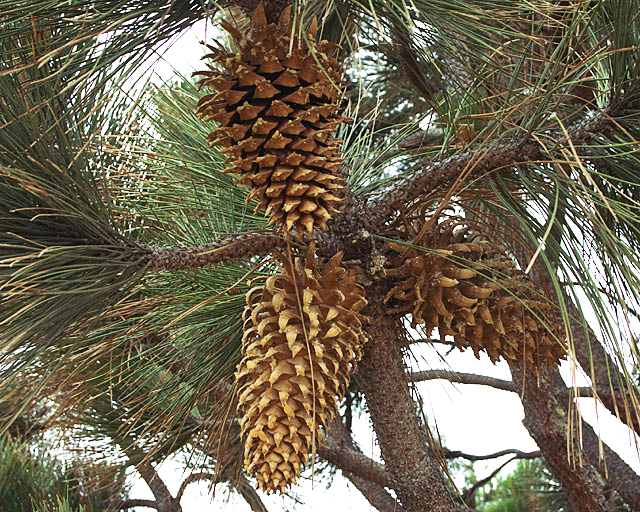
صنوبر كولتري
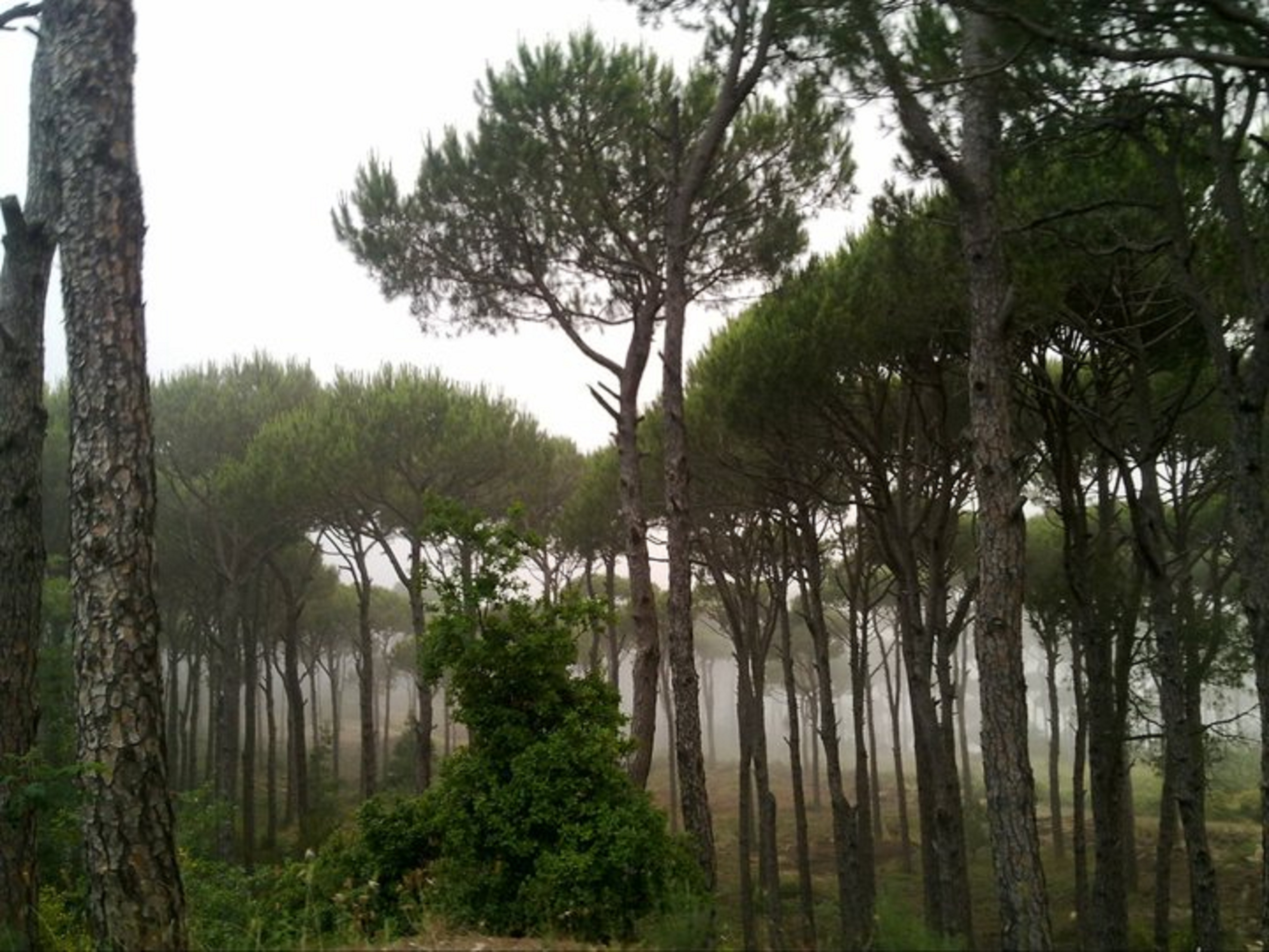
صنوبر ثمري
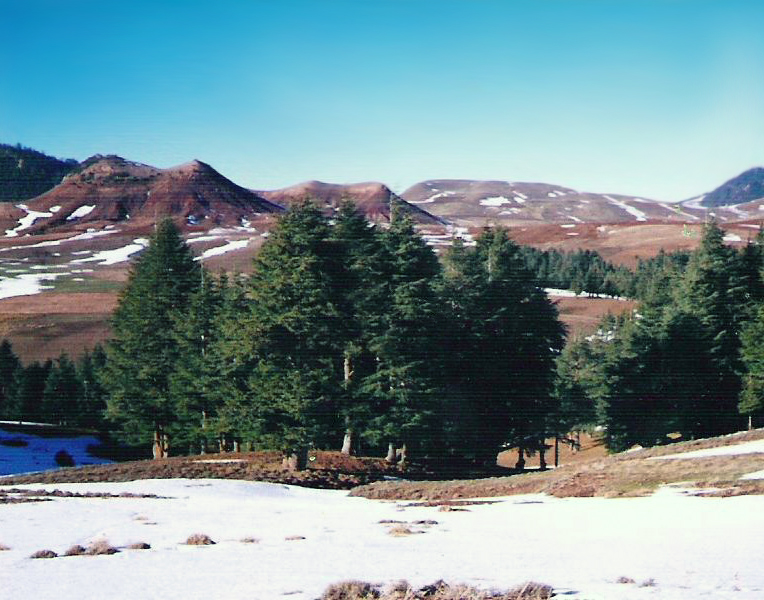
أرز أطلسي
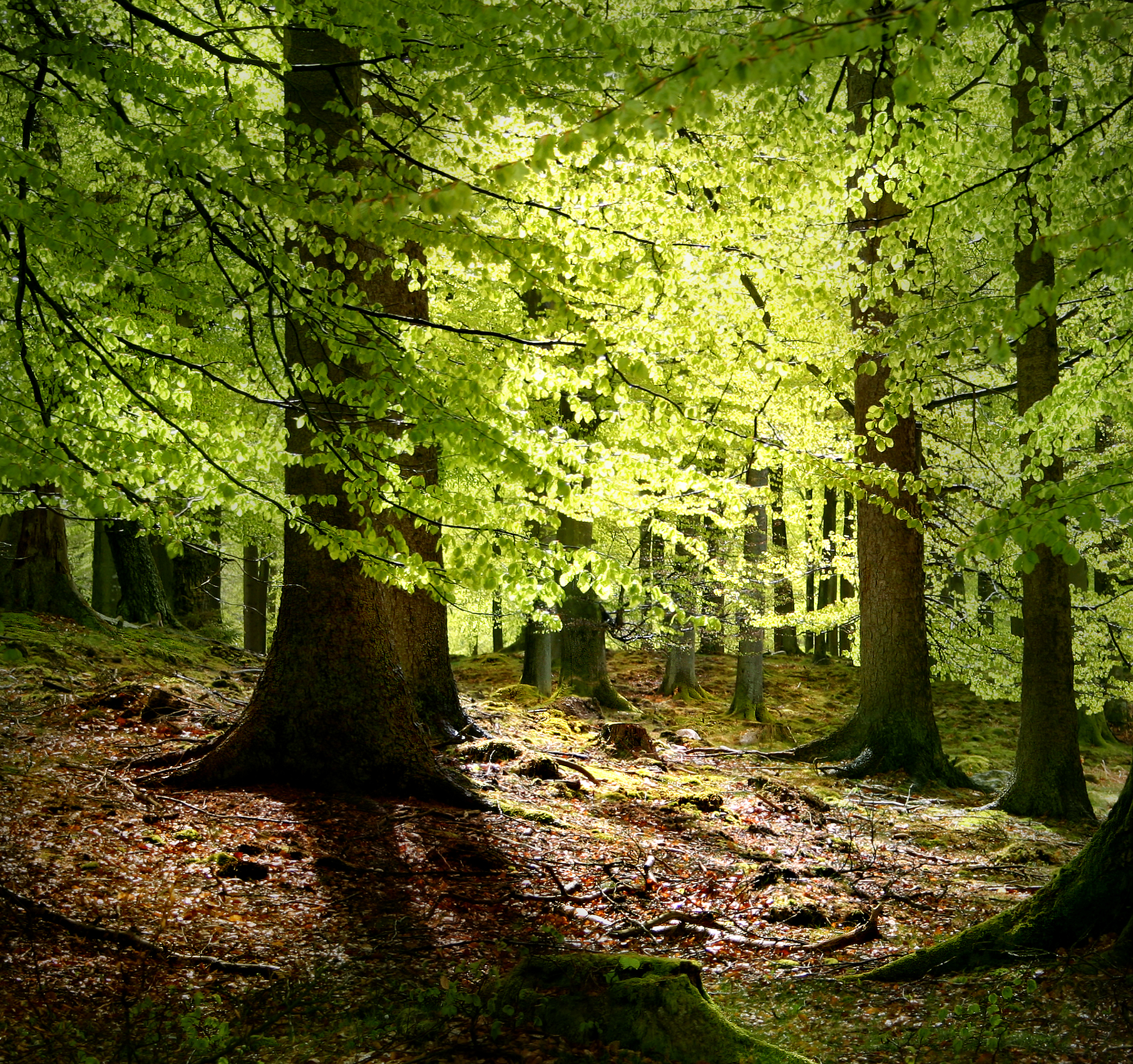
زان أوروبي
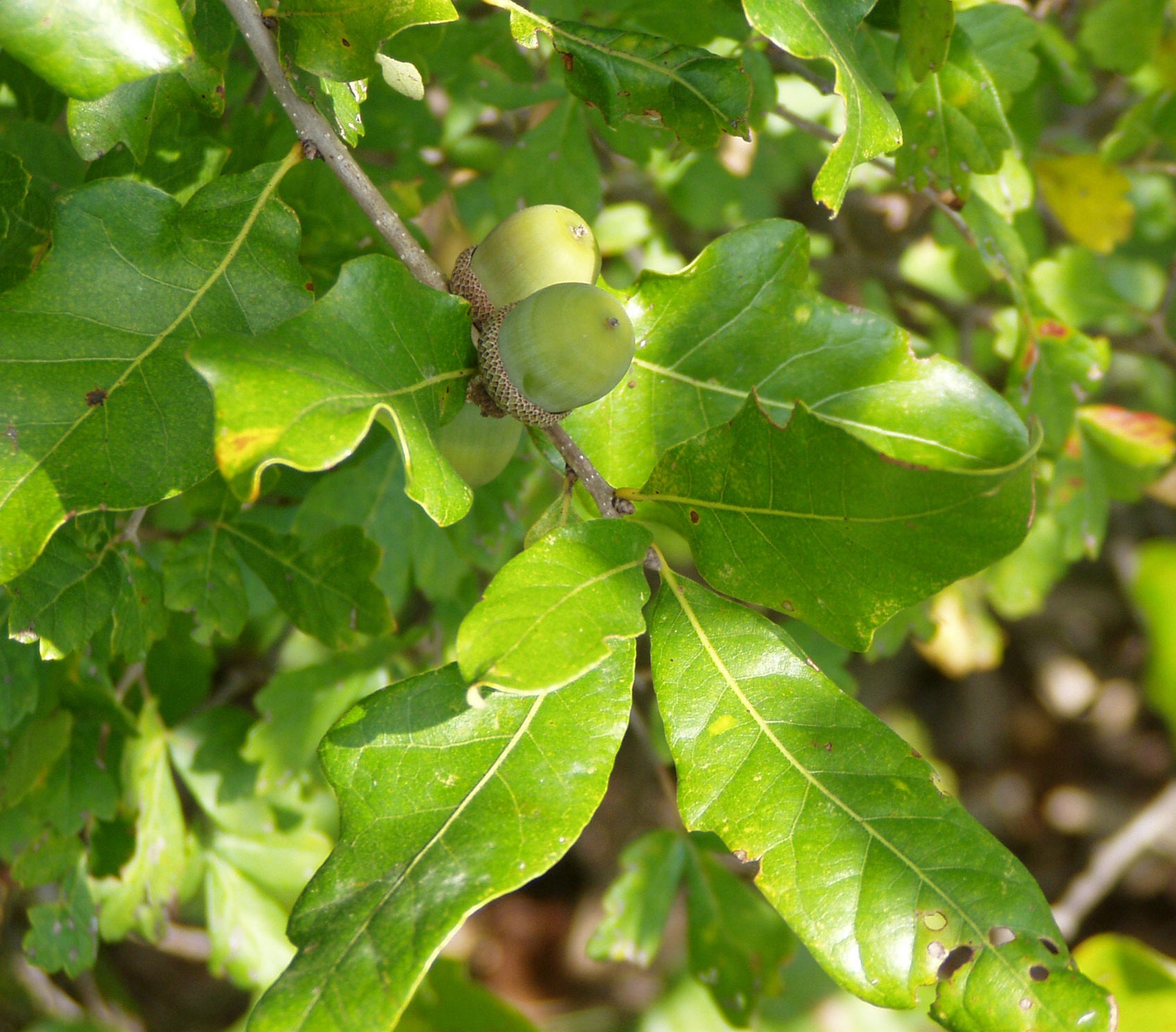
بلوط الأفراس

### المكاك البربري

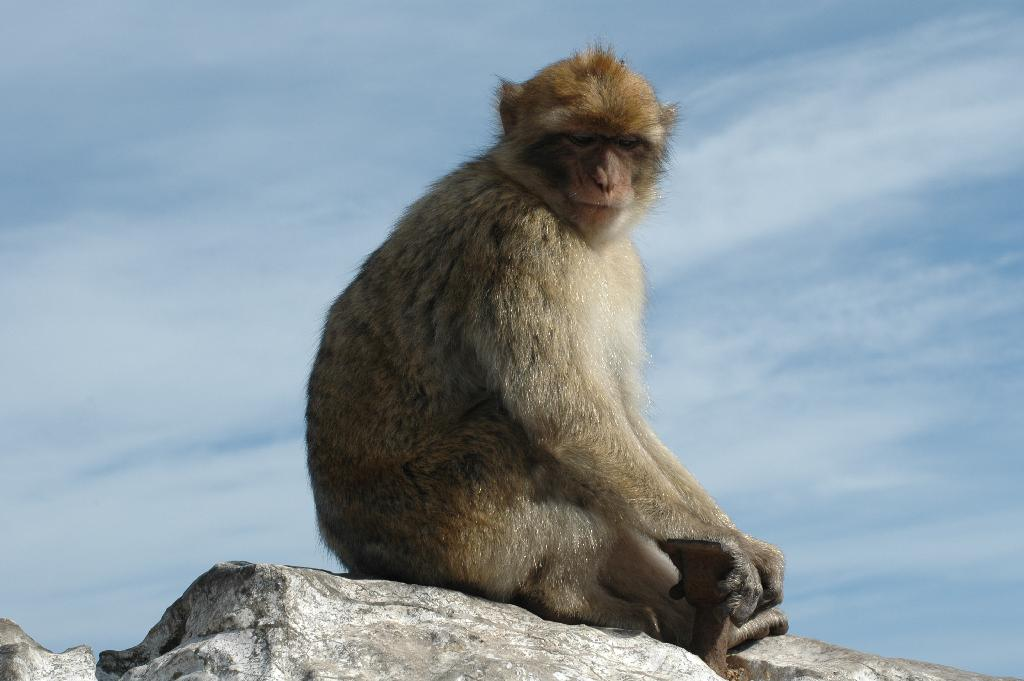
المكاك البربري

يوجد المكاك البربري قرب «جبل إيساك»، ويخرج أحيانا إلى الطرقات والمناطق المأهولة بالسكان لطلب الطعام.
وقد اتخذت الحكومة الجزائرية عدة إجراءات لحماية هذا الحيوان الذي أصبح مهددا، كوضع إشارات في أماكن تواجده بكثرة لمنع إطعام الماغو ومنع امتلاكه لغرض التربية، فبعض الأطعمة التي يقدمها الأشخاص للقردة تؤدي به إلى الوفاة بعض الأحيان.
كما بادرت الحكومة الجزائرية بإنشاء عدة محميات طبيعية أين تتواجد الأعداد الكبيرة منه مثل الحديقة الوطنية تازة والحديقة الوطنية قورايا المطلتين على خليج بجاية، وكذلك في الحديقة الوطنية جرجرة.

### الحيوانات
تعيش العديد من أنواع الثدييات في «جبال البابور» ضمن أحراج غابة إيساك والغابات الأخرى.

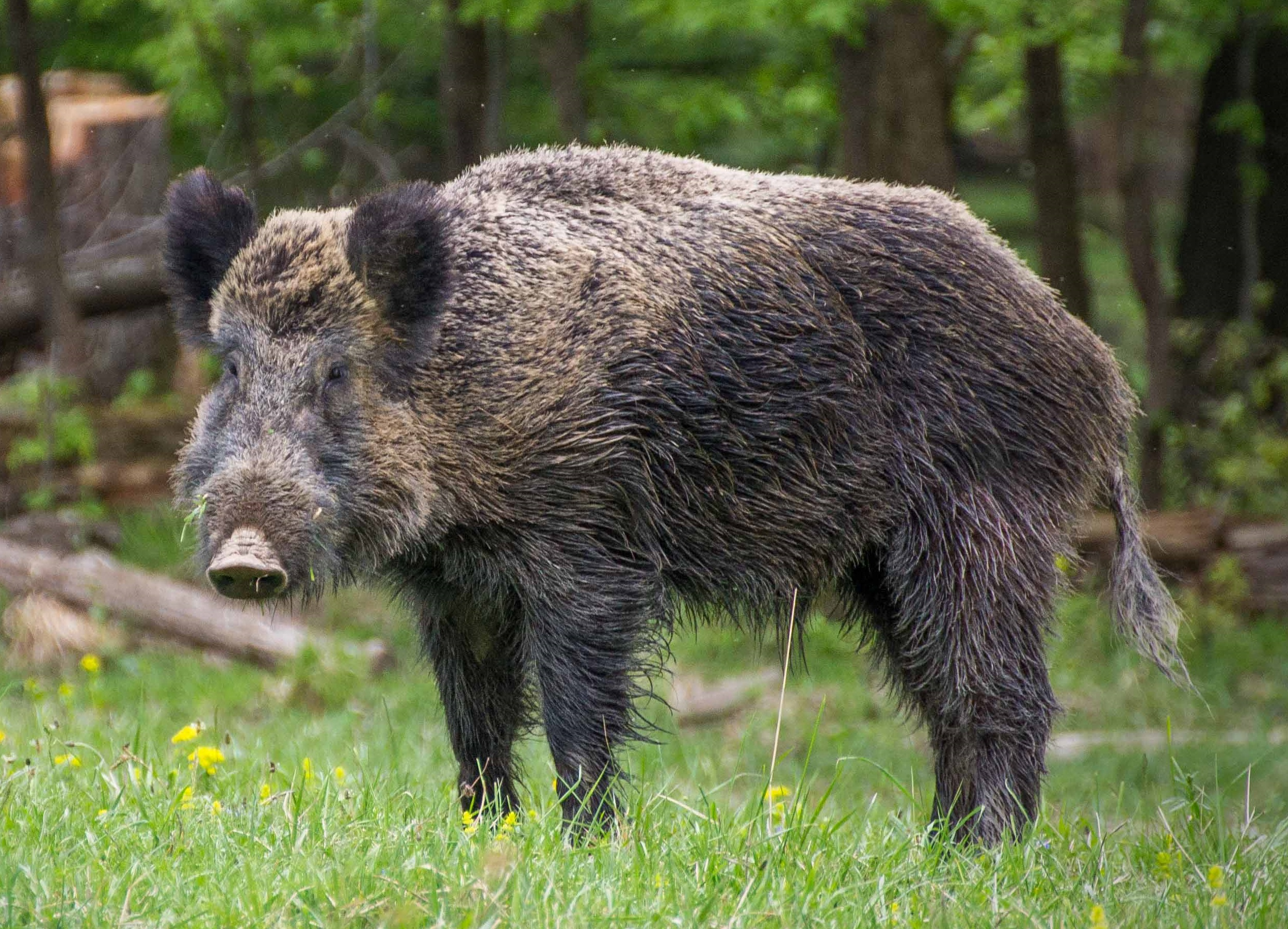
خنزير بري
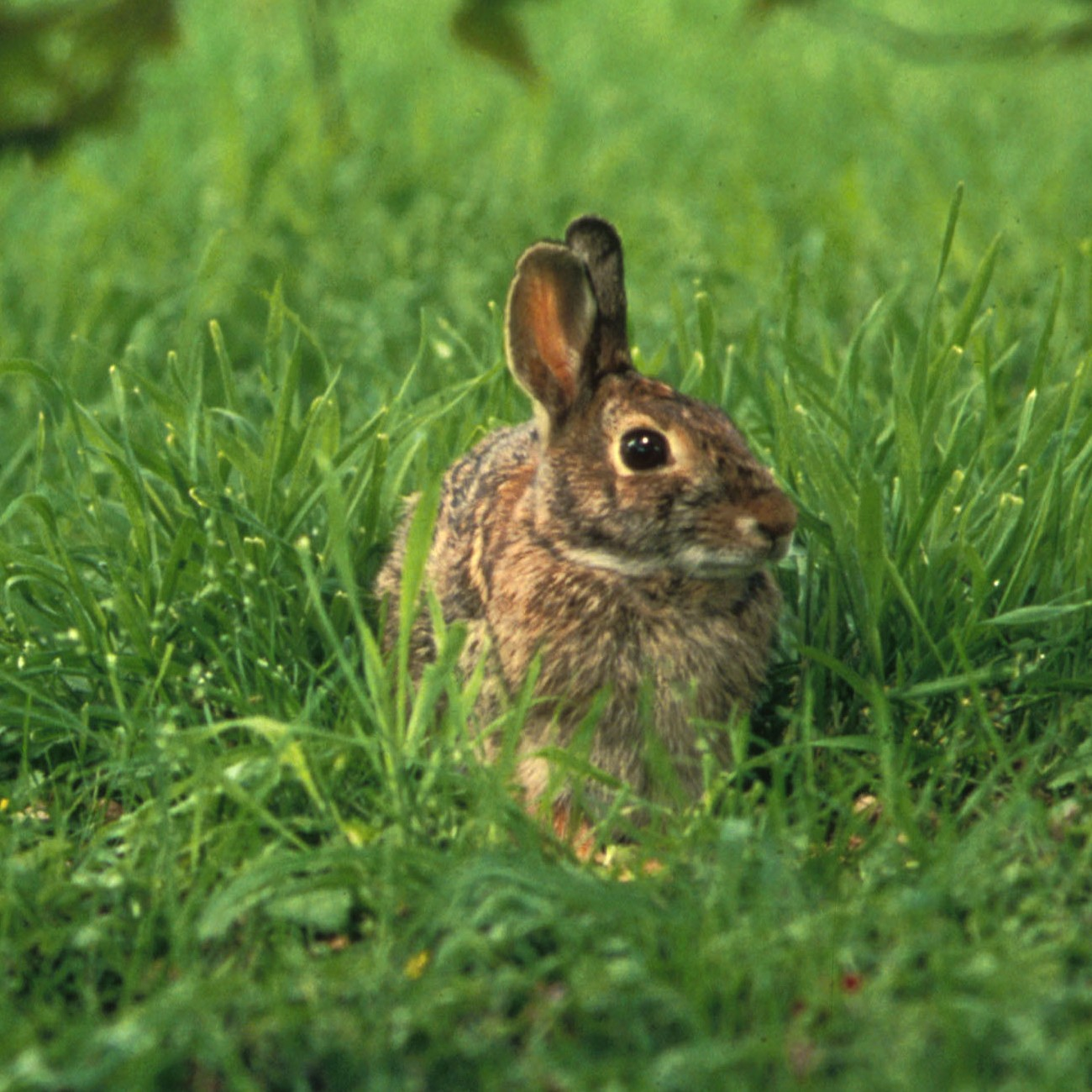
أرنب
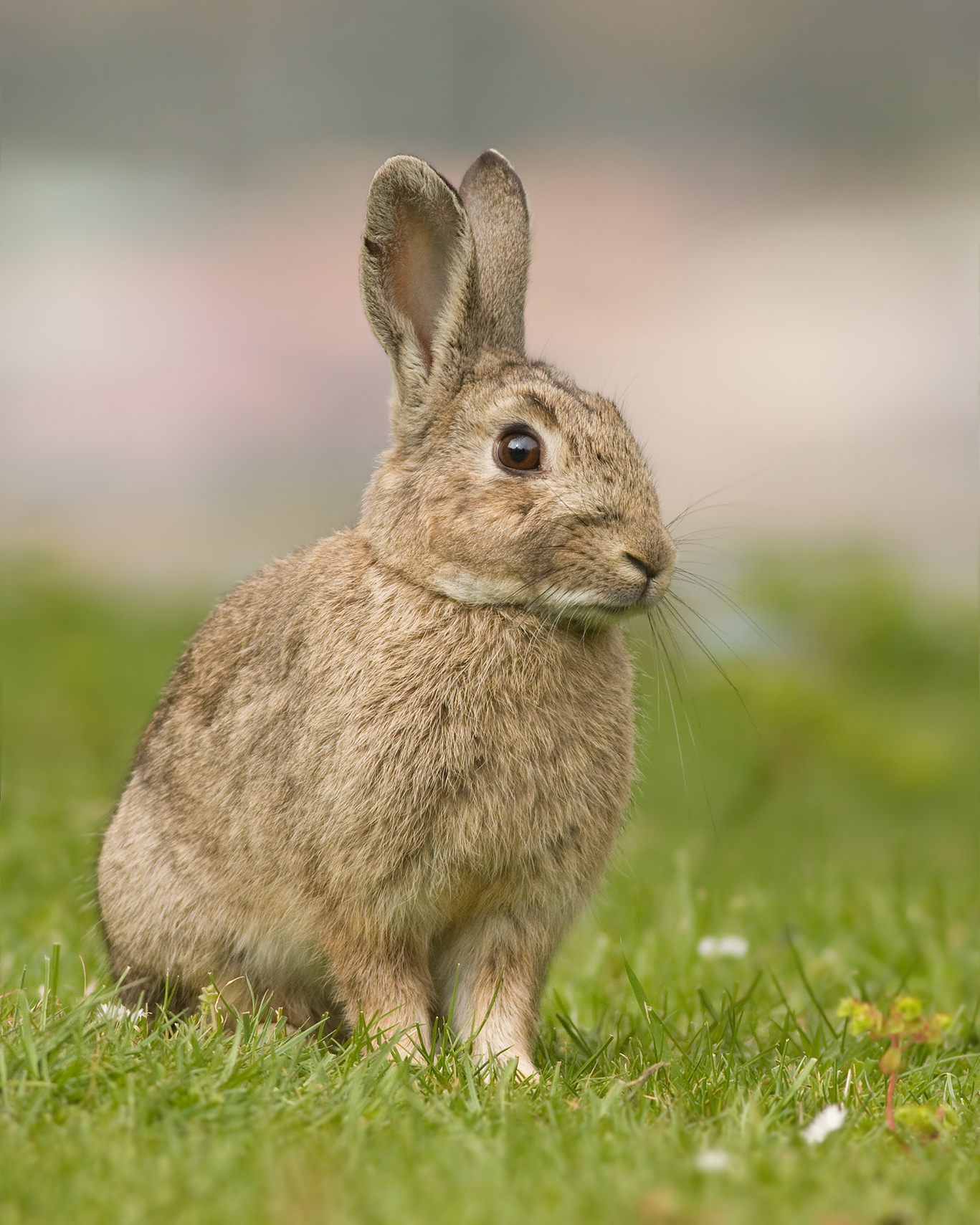
أرنب أوروبي
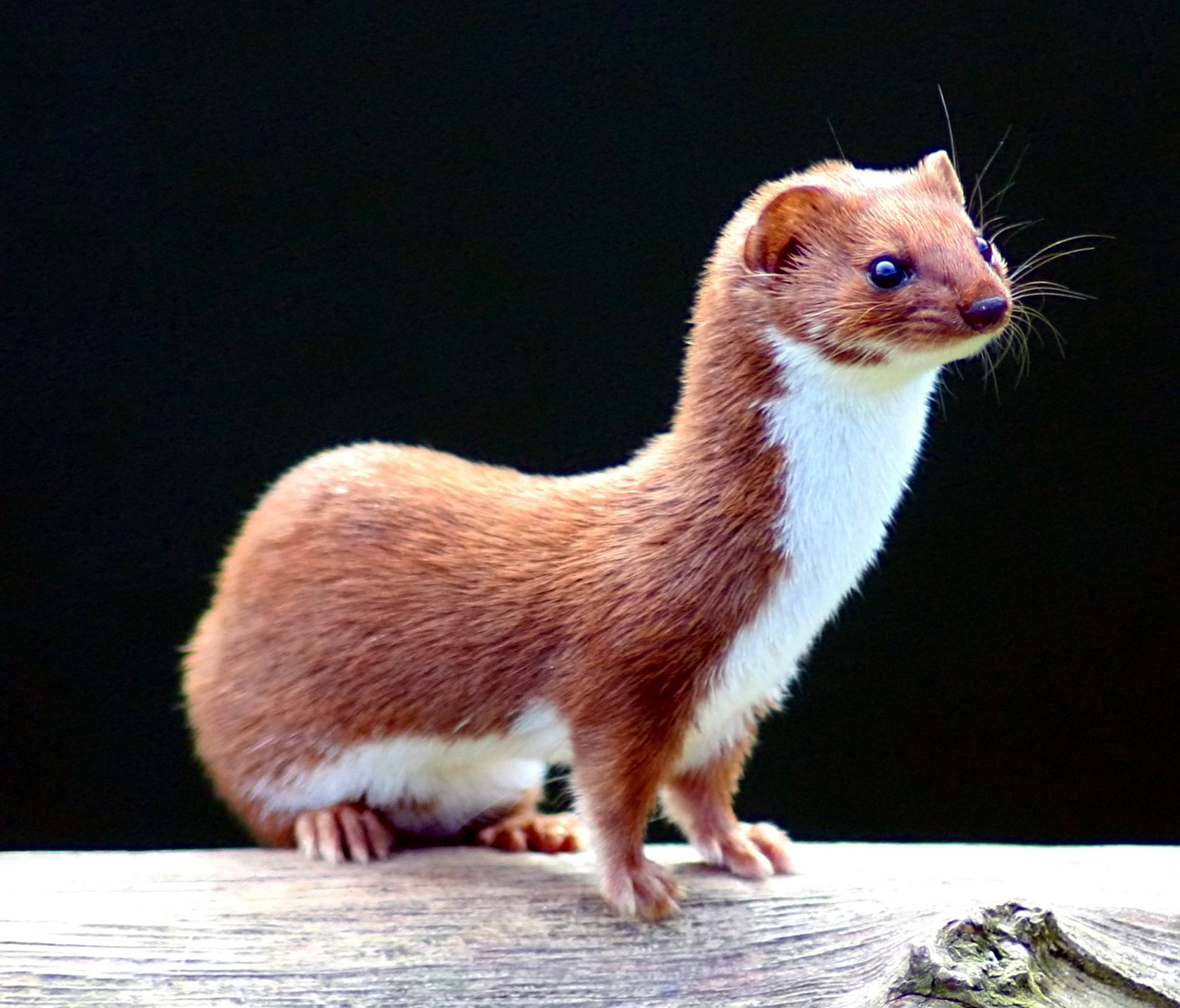
ابن عرس صغير
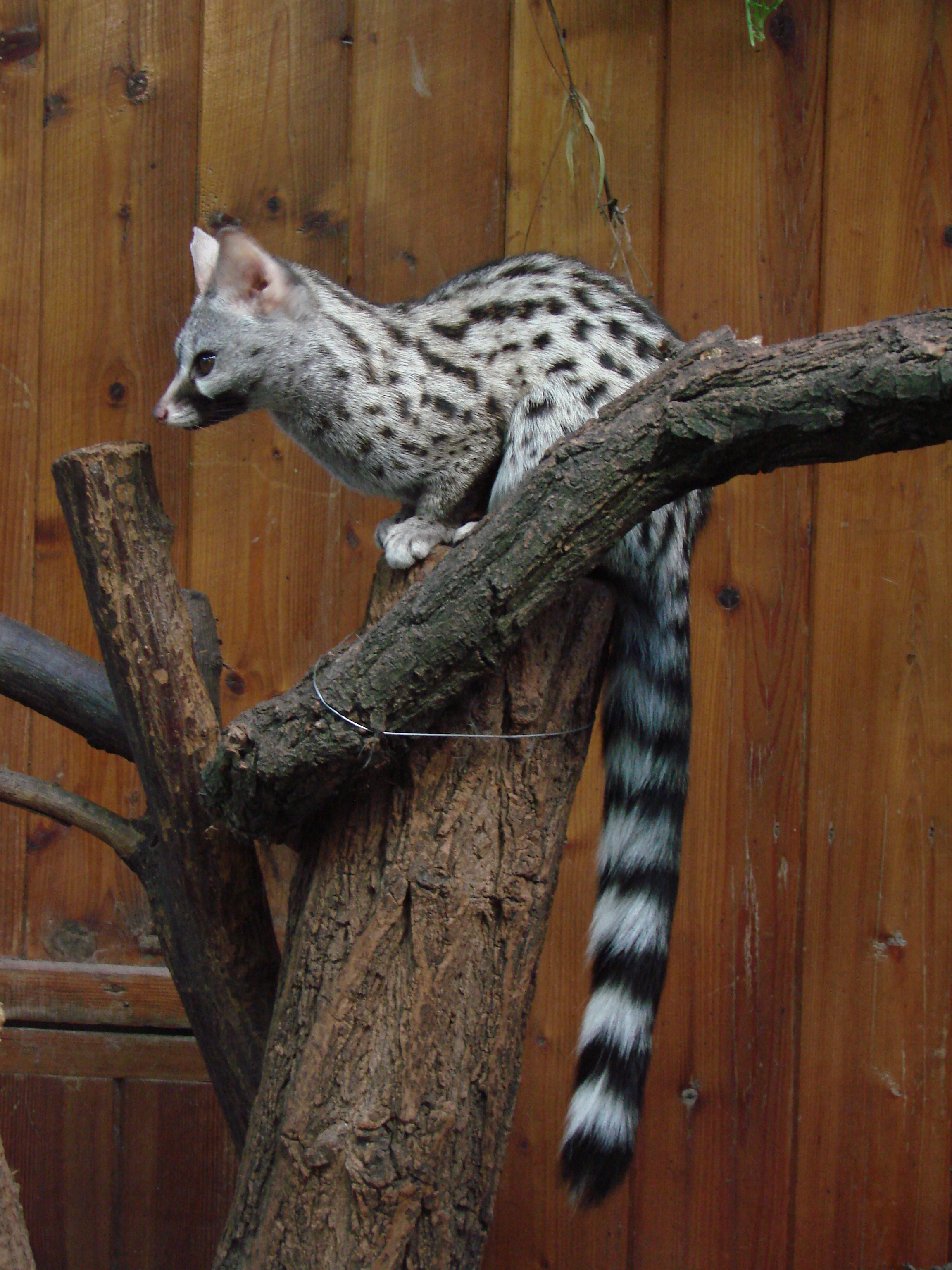
زردي
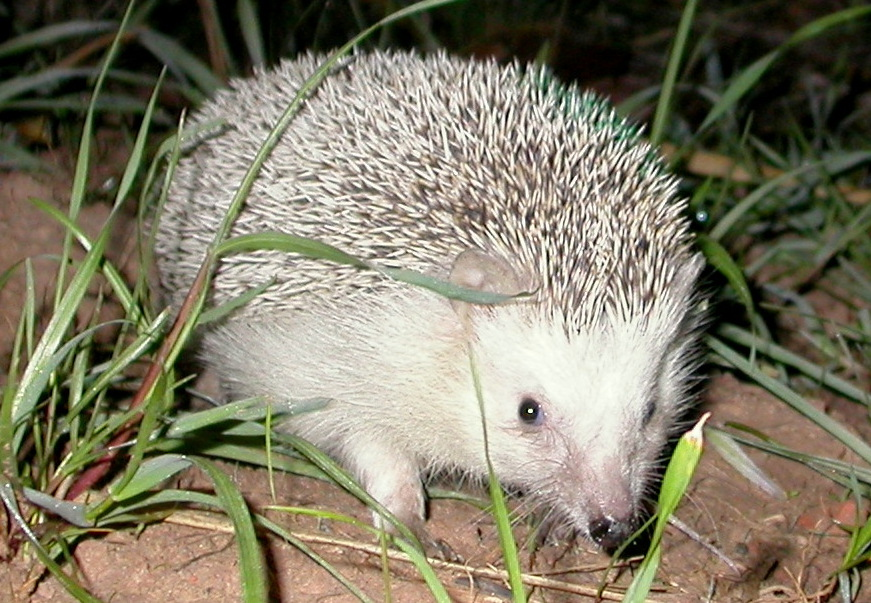
قنفذ شمال أفريقيا
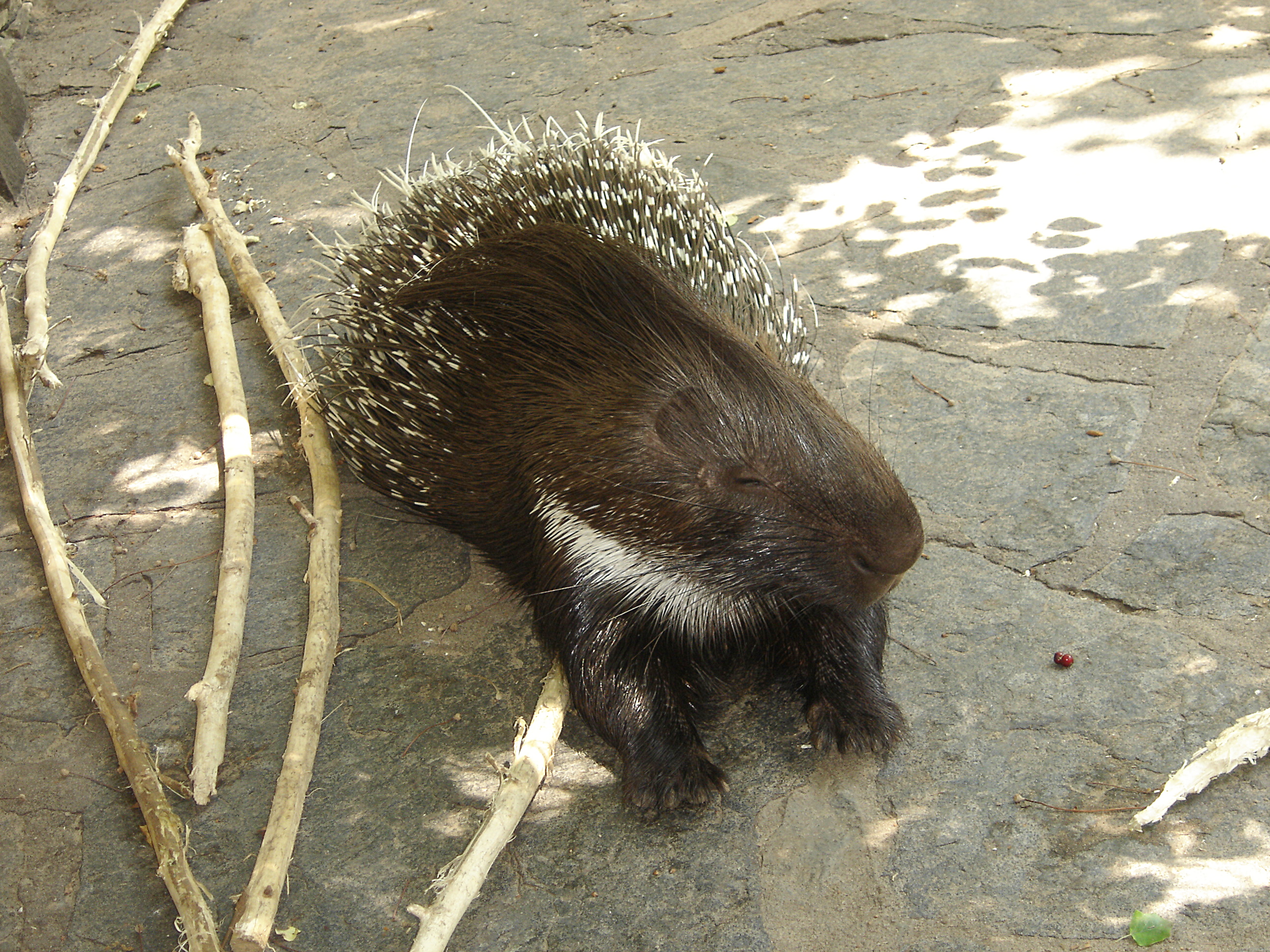
نيص
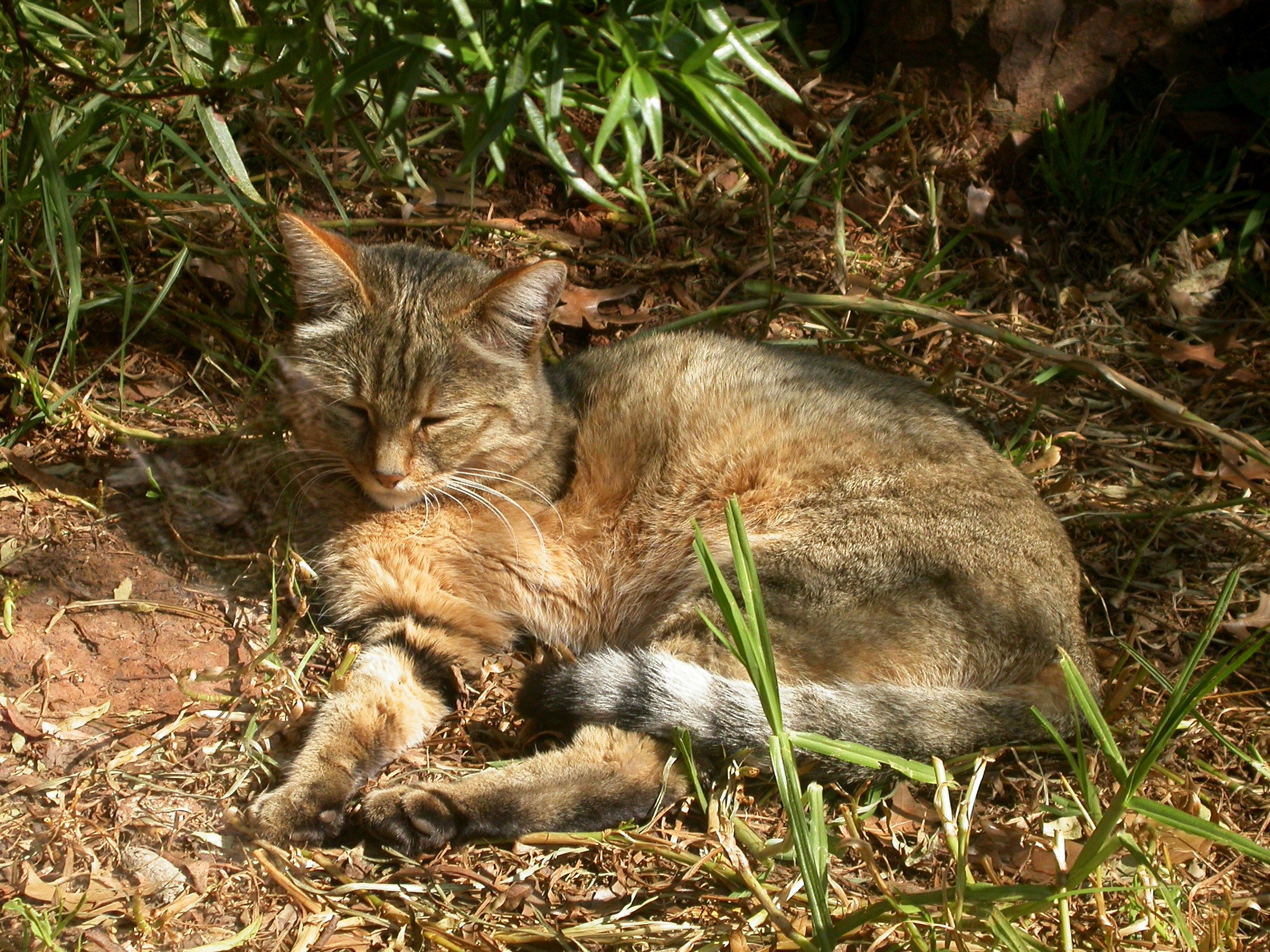
قط بري
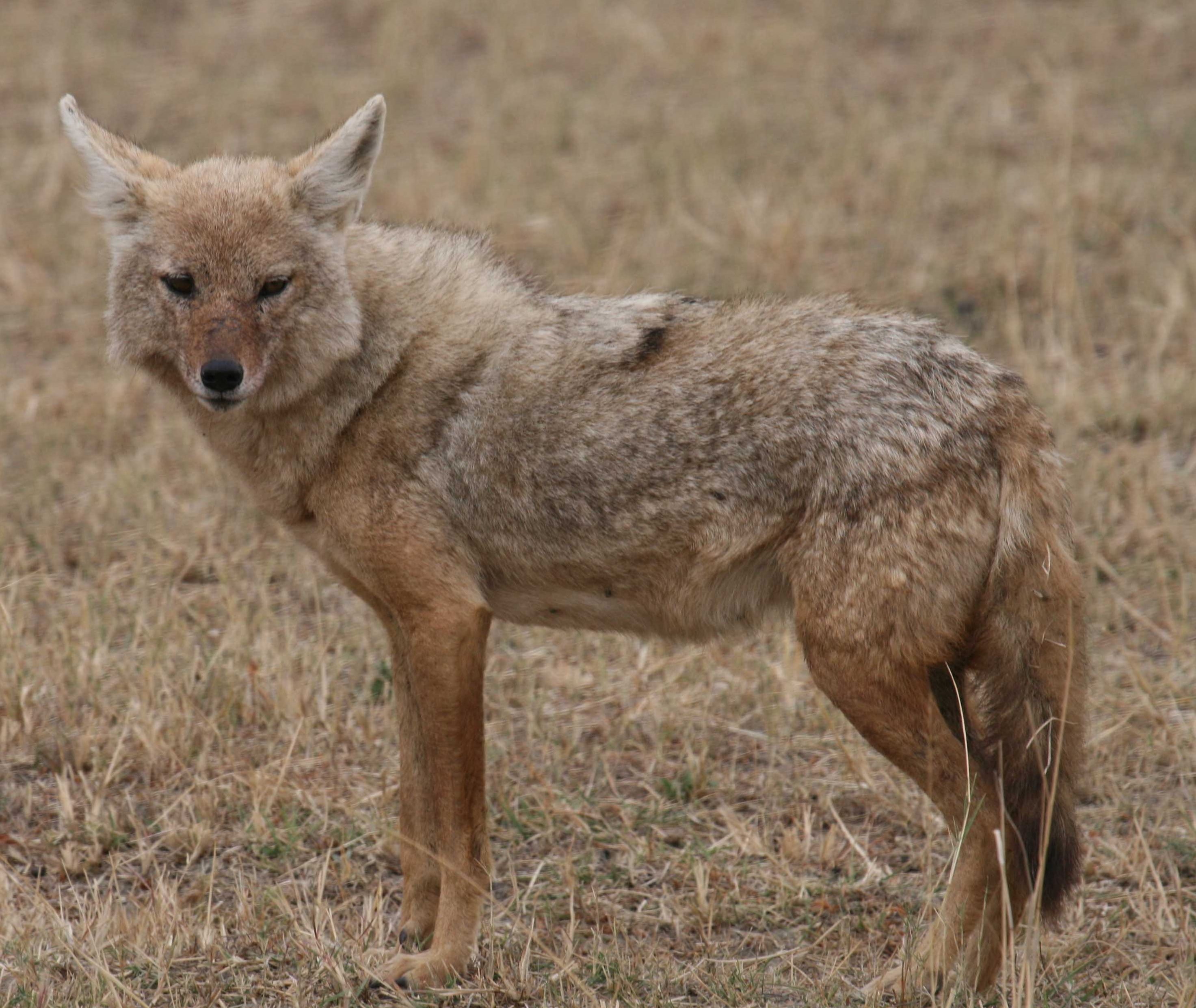
ابن آوى الذهبي
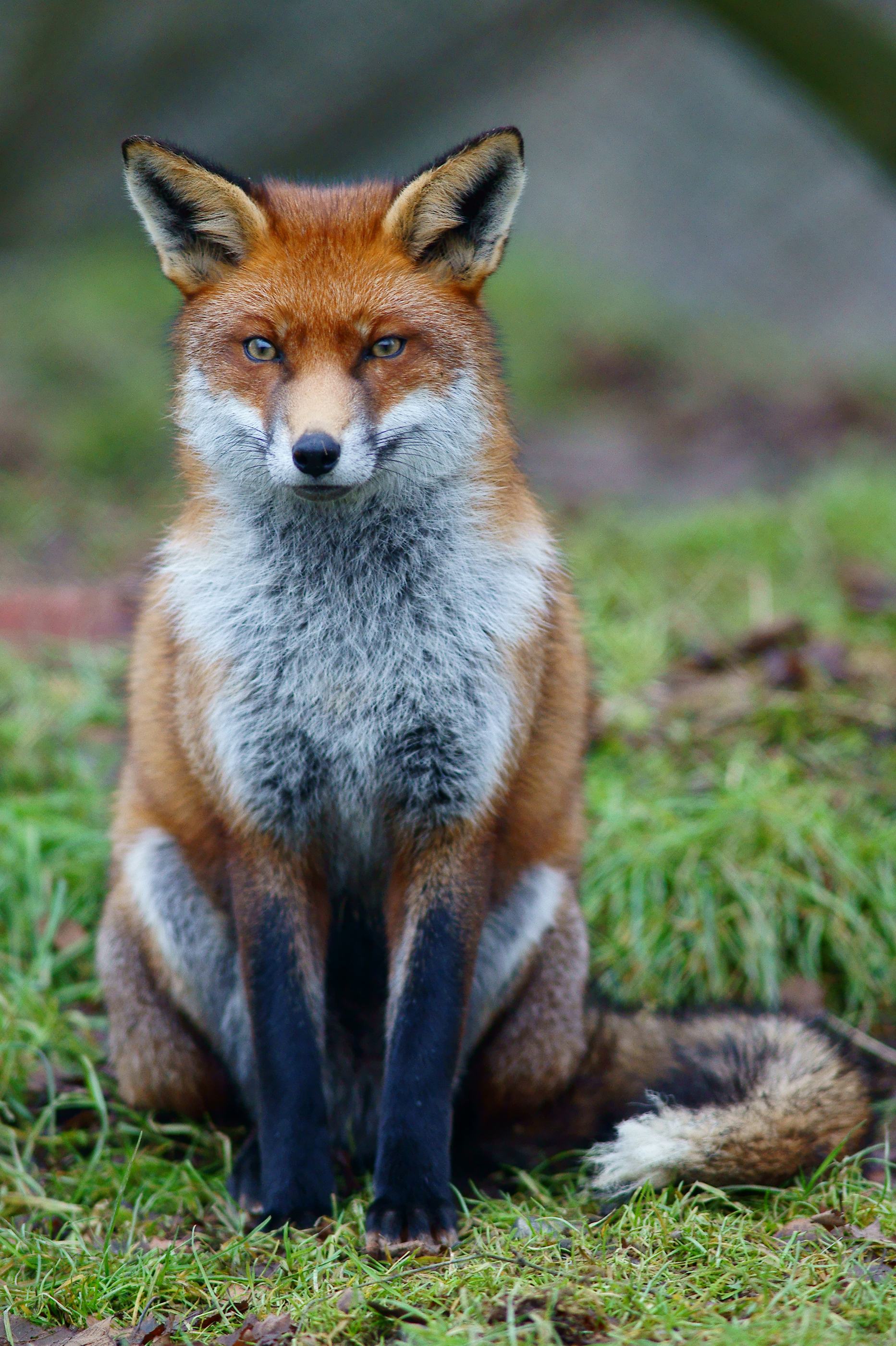
ثعلب أحمر
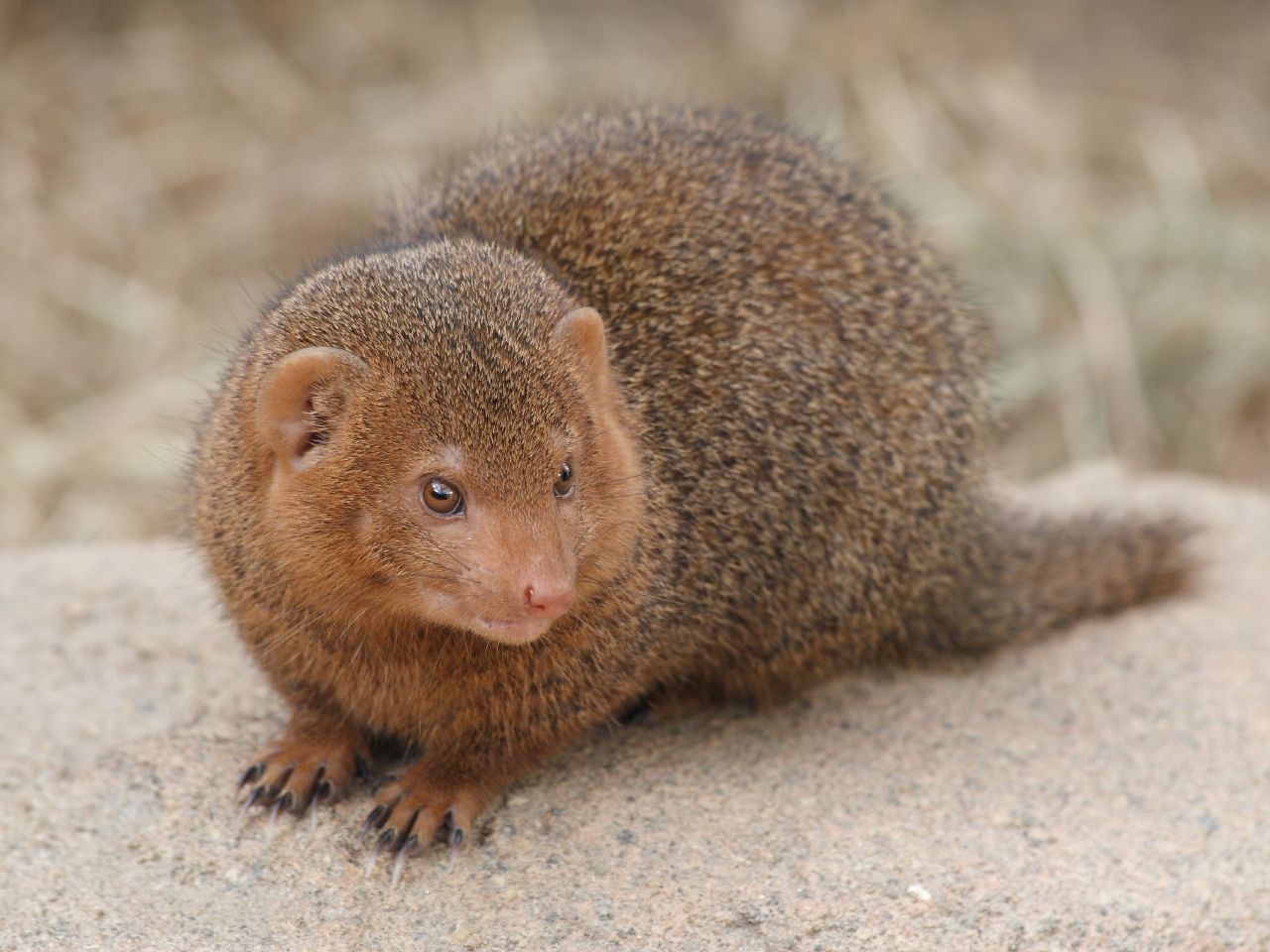
نمس
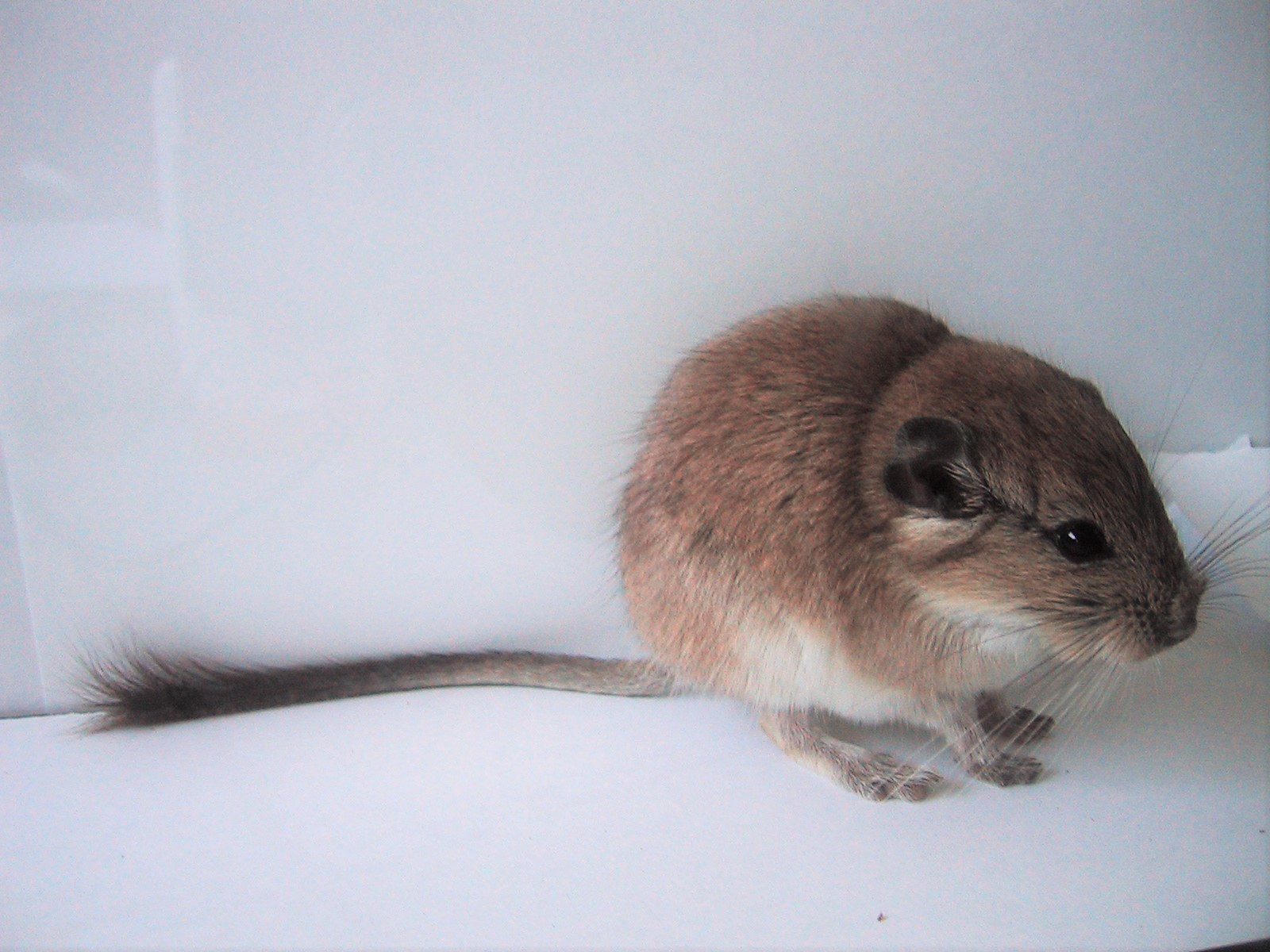
الفأر البني

## المواقع الأثرية
تقع في أعالي وسفوح «جبل إيساك» مجموعة من الآثار التي تعود إلى الحضارة الرومانية.
كما توجد بها بعض مداخل مغارات قديمة نحو مناجم تعود إلى نفس المرحلة الرومانية.

## مكتبة الصور

موقع جبل إيساك في بلدية تيزي أنبربار
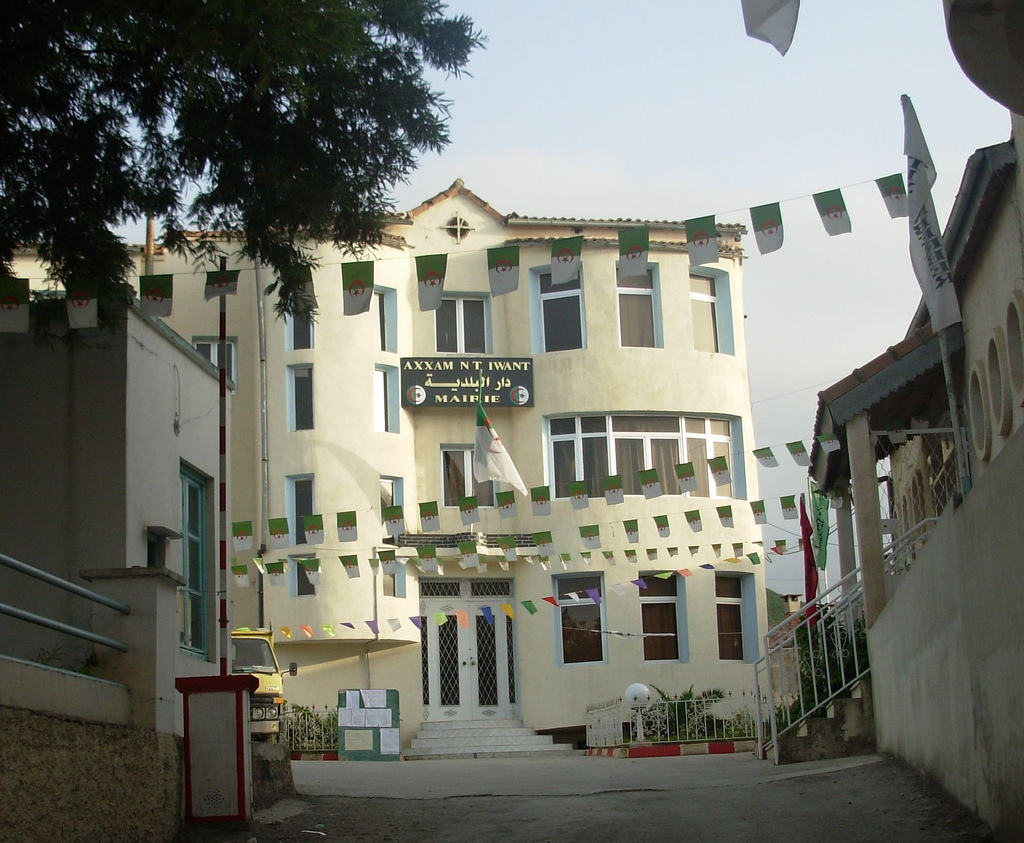
مقر بلدية تيزي أنبربار
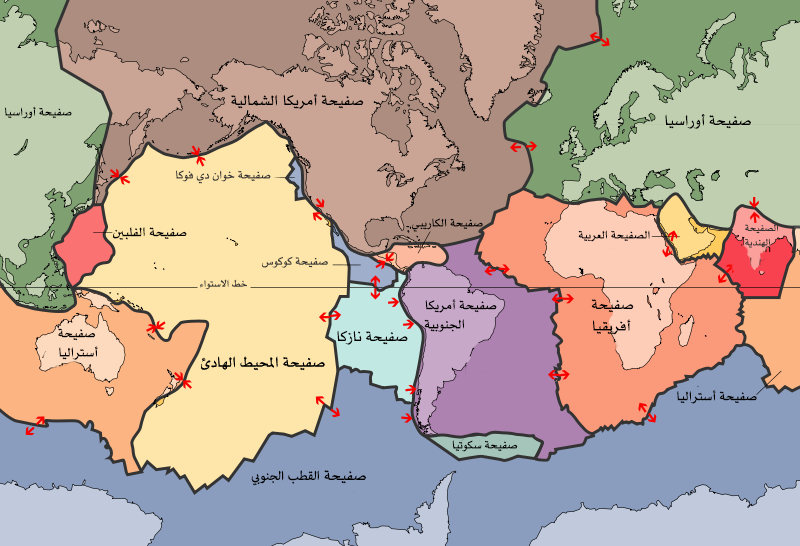
الصفائح التكتونية

### مواضيع ذات صلة
- قائمة جبال الجزائر
- الأطلس التلي
- جبال البابور
- منطقة القبائل
- ولاية بجاية
- دائرة أوقاس
- بلدية تيزي أنبربار
- الطريق الوطني رقم 75
- قائمة طرق وطنية في الجزائر

### فيديوهات
- منظر جبل إيساك من بلدية تيزي نبربر ضمن ولاية بجاية على يوتيوب.
- جولة سياحية راجلة نحو جبل إيساك في بلدية تيزي نبربر ضمن ولاية بجاية على يوتيوب.
- الاحتفال بيوم الطبيعة في بلدية تيزي نبربر ضمن ولاية بجاية على يوتيوب.
- جبل تاكينتوشت في بلدية كنديرة ضمن ولاية بجاية على يوتيوب.
- الطبعة الأولى من مهرجان جبل تاكينتوشت بتاريخ 13 إلى 15 جويلية 2017م ضمن ولاية بجاية على يوتيوب.
- معركة جبل تاكينتوشت وجبل إيساك بتاريخ 29 فيفري 1960م قرب قرية قامات ضمن ولاية بجاية على يوتيوب.

### وصلات خارجية
- الموقع الرسمي لولاية بجاية